# Ipomoea wightii
Ipomoea wightii är en vindeväxtart som först beskrevs av Nathaniel Wallich, och fick sitt nu gällande namn av Jacques Denys Denis Choisy. Ipomoea wightii ingår i släktet praktvindor, och familjen vindeväxter.

## Underarter
Arten delas in i följande underarter:
- I. w. kilimandschari
- I. w. obtusisepala